# Quillota
Quillota è una città del Cile situata nella valle del fiume Aconcagua, nella Regione di Valparaíso. È la città più grande nonché il capoluogo dell'omonima provincia.
Nelle vicinanze sono presenti numerose piccole cittadine, tra le quali: San Isidro, La Palma, Pocochay e San Pedro. Quillota è un importante centro agricolo (largamente sostenuto da piantagioni di avocado e cherimoya).